# Панюков, Александр Алексеевич
Алекса́ндр Алексе́евич Панюко́в (1894—1962) — заместитель министра внутренних дел СССР, генерал-майор (1945). Отличник физической культуры и спорта (1947).

## Биография
Получил средне-техническое образование. Член РКП(б) с 1917.
С 13 апреля 1940 заместитель начальника Норильского комбината НКВД по предприятиям комбината в Дудинке.
Со 2 апреля 1941 начальник Норильского комбината и лагеря НКВД.
С 1946 депутат Верховного Совета СССР.
В 1948—1950 заместитель министра внутренних дел СССР.
С 16 апреля 1949 начальник Енисейстроя МВД в Красноярске.
С 10 апреля 1953 начальник Енисейстроя Министерства металлургической промышленности СССР.
Со 2 марта 1954 начальник Главного управления никелевой и кобальтовой промышленности «Главмедникель» Министерства цветной металлургии СССР.
С 30 сентября 1954 на пенсии.
Похоронен на территории Новодевичьего монастыря.

### Звания
- комиссар государственной безопасности, 14.04.1945;
- генерал-майор, 09.07.1945.

### Награды
- ордена;
- медали.